# Hornblad
 Ikke at forveksle med Hornblade.
Slægten Hornblad (Ceratophyllum) består af flerårige vandplanter, som mangler rødder. Slægten menes at rumme de mest primitive, endnu overlevende, dækfrøede planter. Bladene er gaffelgrenede og kransstillede. Blomsterne er små og sidder enkeltvis i bladhjørnerne. Planterne overvintrer ved vinterknopper.
| Beskrevne arter |

- Tornfrøet hornblad (Ceratophyllum demersum)
- Tornløs hornblad (Ceratophyllum submersum)